# Marko Asmer
Marko Asmer (Tallinn, 30 de julho de 1984) é um piloto de corrida estoniano.
Asmer é filho do também piloto de automobilismo Toivo Asmer, que foi ministro dos assuntos regionais da Estônia, no período de 1999-2003 e neto do coronel Johan Saar. Ele pilotou no Campeonato Britânico de Fórmula 3 (F3) em 2004, mas antes participou de duas provas na Eurocopa Fórmula Renault V6 em 2003 pela equipe STRS.
Asmer correu em 2006 na F3 inglesa e na japonesa. Deve ser notado que ele foi o primeiro estoniano a guiar um carro de Fórmula 1, quando fez testes para a equipe WilliamsF1 em 2003.
Em agosto de 2007, chegou a liderar a temporada de Fórmula 3 inglesa. Tendo decidido concentrar-se totalmente naquele ano na F3 inglesa, Asmer teve o seu contrato com a F3 japonesa encerrado.